# Haw River (Caroline du Nord)
Haw River est une ville américaine située dans le comté d'Alamance dans l'État de Caroline du Nord. En 2010, sa population était de 2 298 habitants.

## Démographie
| 1980  | 1990  | 2000  | 2010  | - | - |
| ----- | ----- | ----- | ----- | - | - |
| 1 858 | 1 855 | 1 908 | 2 298 | - | - |

## Source de la traduction
- (en) Cet article est partiellement ou en totalité issu de l’article de Wikipédia en anglais intitulé « Haw River, North Carolina » (voir la liste des auteurs).